# Діацетил
Діацетил (2,3-бутандіон, диметилгліоксаль) — найпростіший представник дикетонів з формулою С4H6O2. Жовто-зелена рідина, має сильний жирний запах вершкового масла та сметани, але практично позбавлений смаку. Розчиняється у воді 25%. З метанолом утворює азеотроп (62 °C, 25%). Сильно леткий.
Молочна кислота та діацетил володіють високою антибактеріальною активністю щодо сторонньої мікрофлори - інгібують розвиток гнилістних бактерій, ріст Escherichia coli, Staphylococcus aureus, Salmonella.
Діацетил – найважливіший чинник для утворення букету молодого пива. За вищого від порогового значення він надає пиву нечистого смаку – від солодкуватого до неприємного, а в надмірних кількостях має аромат прогірклого масла.